# 메르쿠어 슈필 아레나
메르쿠어 슈필 아레나(Merkur Spiel-Arena)는 독일 뒤셀도르프에 있는 축구 경기장으로, 포르투나 뒤셀도르프의 홈구장으로 사용되고 있다.

## 같이 보기
- 포르투나 뒤셀도르프
- 유로비전 송 콘테스트 2011